# 葉夢得
葉夢得（1077年—1148年），字少蘊，自號石林居士，原籍蘇州吳縣（今屬江蘇），居烏程（今浙江吳興），宋朝人。父親葉助，母親為晁補之二姐。

## 生平
早年師從晁补之、张耒，紹聖四年（1097年）進士。歷任中書舍人、翰林學士，大观三年，以龍圖閣直學士知汝州，不久落职，提举洞霄宫。政和五年，知蔡州，移颍昌府。靖康元年，知杭州。宋室南渡後，任建康（江蘇南京）知府，致力於抗金防備及軍餉勤務。宋高宗建炎二年（1128年）授戶部尚書，遷尚書左丞。与宰相朱胜非等不合，罢归湖州。後任江東安撫使。陳振孫說他“平生所歷州鎮，皆有能聲。”
葉夢得博學多才，能工詩。早年風格婉麗，中年學蘇東坡，南渡後多感懷時事之作。晚年居卞山下，奇石森列，藏書數萬卷，啸咏自娱，王士禛称其犹有北宋诗人遗风。叶梦得還在《云水录》中記載尿液中提制性激素的方法。

## 著作
著有《石林春秋谳》30卷、《春秋考》30卷、《建康集》、《石林詞》一卷、《石林诗话》一卷、《石林燕語》、《岩下放言》一卷、《石林奏议》十五卷、《避暑錄話》等等三十多種。